# Johann Hermann (Mediziner)
Johann Hermann (* 16. Oktober 1527 in Nördlingen; † 7. Mai 1605 in Breslau) war ein deutscher Mediziner.

## Leben
Johann Hermann war wahrscheinlich der Sohn von Johann Hermann. Am 27. April 1545 ließ er sich an der Universität Wittenberg immatrikulieren, wurde dort am 20. August 1549 Magister der Philosophie und am 1. Mai 1552 Mitglied des Senats der untersten Fakultät. Danach setzte er ein medizinisches Fachstudium ab dem Wintersemester 1552/53 in Basel und in Bologna fort, wo er am 10. April 1554 zum Doktor der Medizin promovierte.
Nach Wittenberg zurückgekehrt verheiratete er sich 1554 mit Anna (auch: Agnes; † 28. Oktober 1563 in Wittenberg), der Tochter des Professors der Medizin Melchior Fendt. Am 10. November 1554 erlangte er die Aufnahme in den Senat der medizinischen Fakultät der Universität Wittenberg. Damit begann seine Lehrtätigkeit auf dem Gebiet der Medizin, wobei er auch gelegentlich die Bedürfnisse der Studierenden der Philosophie und Physik berücksichtigte. Hermann konzentrierte sich in seinen Vorlesungen auf die Werke der klassischen Ärzte Rhazes, Avicenna und Galen sowie auf die Botanik. Am 11. Juni 1557 fungierte er als Promotor für Heinrich Paxmann bei dessen Graduierung zum Lizenziaten. Paxmann disputierte über „Themata medica“ und wurde von Hermann am 17. Juni 1557 mit der „Oratio de medicinae usu“ zum Doktor der Medizin promoviert. Nach dem Tod seines Schwiegervaters Fendt übernahm er als ordentlicher Professor im Winterhalbjahr 1564/65 dessen Stelle.
Hermann war bekannt für seine entschiedene Ablehnung der Lehren des Paracelsus, einer Haltung, die er mit Kollegen wie Caspar Peucer, dem Leipziger Medizinprofessor Joachim Camerarius der Jüngere, und dem Heidelberger Medizinprofessor Thomas Erastus teilte. Diese wissenschaftliche Opposition spiegelte sich auch in seiner familiären Verbindung wider, da sein Sohn Johannes mit Peucers Tochter Ottilie verheiratet war. Ein weiterer Kollege, Johann Neefe, widmete Hermann 1566 sein Buch über die Pest.
Am 28. November 1564 verheiratete er sich in Wittenberg mit Barbara Cranach, einer Tochter Lucas Cranach d. J. Einige Jahre später wurde er am kursächsischen Hofe Leibarzt. Diesen angesehenen Posten musste er 1574 quittieren, da er Partei der Philippisten, vor allem für Johann Stössel ergriffen hatte. Deswegen wurde er von Kurfürst August des Landes Sachsen verwiesen und fand in Schlesien eine neue Heimat. Auf Empfehlung Johann Crato von Krafftheim wurde er Leibarzt der Herzöge von Liegnitz, Brieg und Münsterberg und Stadtarzt zu Breslau.

## Werkauswahl
- De tumoribus propositiones. [68 Thesen], 1555.
- ad sequentia themata. (resp. Rodewalth), 1556.
- ad sequentia themata. (resp. Paxmann et Goebel), 1557.
- ad sequentia themata. [De phlebotomia] (resp. Rosa), 1559.
- ad sequentia themata. [De pharmacia, De lenientibus, De concoquentibus, De purgantibus, De alternantibus et confortantibus] (resp. Struppius et Schitlerus), 1560.
- ad prioribus propositiones XLI. (resp. Kelnerus), 1563.
- ad posteriores. [De fluxionibus alvi] (resp. Reuchlin), Lucius, Wittenberg 1563.
- Disp. medica totius artis paecipua capita complectens publice proposita. Orationes. 1565.
- Or. rec. in renunciatione gradus Rodewald. 1556.
- Or. de medicinae usu cum decerneretur gradus Paxmann et Goebel. 1557.
- Or. in commendarionem doctrinae physicae et artis medicae. [gedr. Liegnitz 1598], 1557
- Or. rec. An virtutes sint habitus. (Prom. Rosa), 1559.
- Or. rec. (Prom. Schitler), 1560.
- Or. de affectibus. (Prom. B. Summer, Buchammer, Lingel). 1563.
- Cantica Avicennae in usum scholae Witebergensis. Wittenberg 1562.
- Assertio Johannis Cratonis [1519–1585] pro libello suo germanico, … in quo pestilentem febrem putridam (Frankfurt), Johann Fersius [1549/50–15871]: Consilium posthumum. Das ist: Kurtzer und doch gründtlicher Bericht, wie man sich in Sterbensleufften, mit Unterstützung … J. H., 1585. Hrsg. durch Abraham Tesch (Neiße 1600)